# De salute animarum

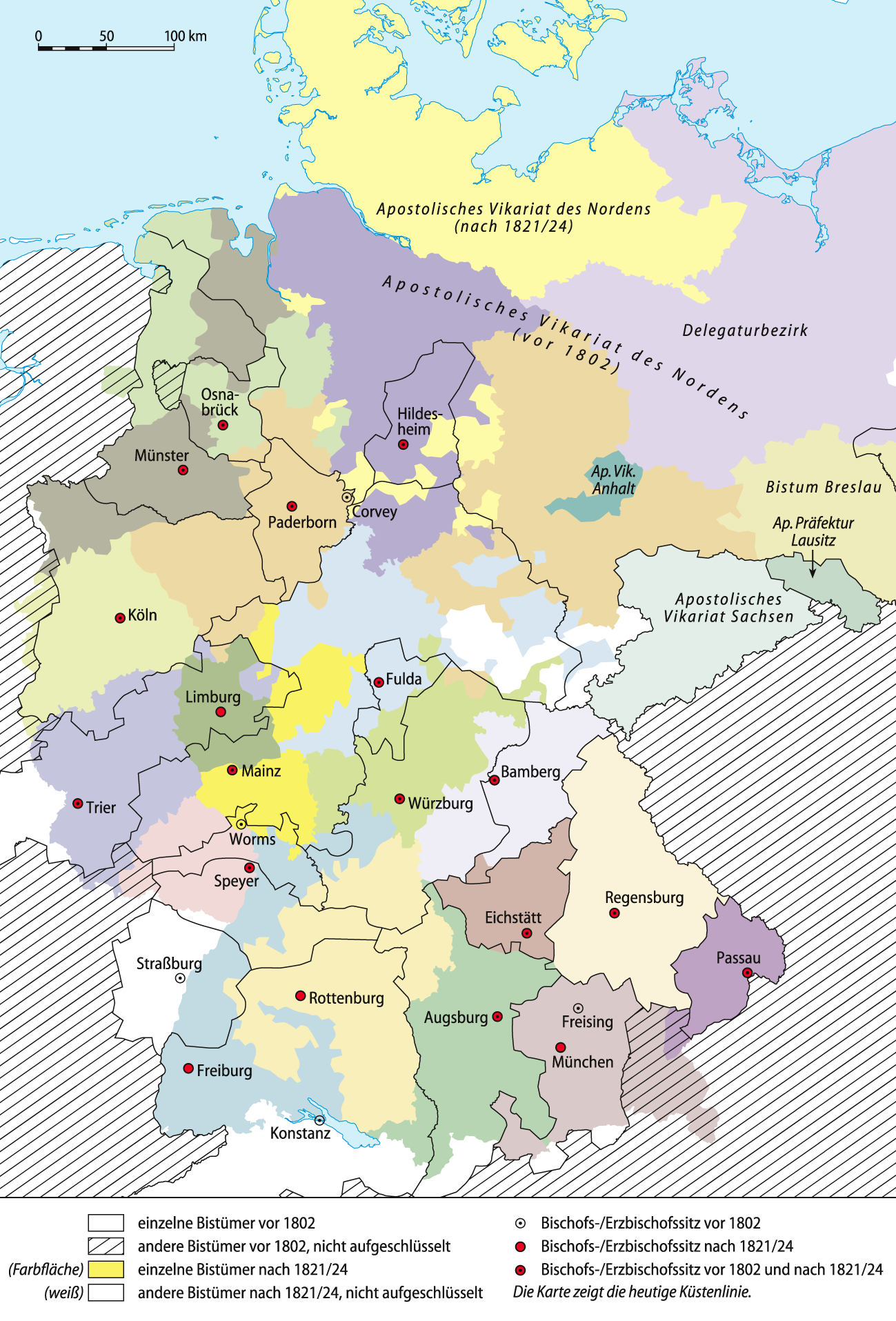
Mappa delle circoscrizioni ecclesiastiche tedesche nellancien régime (tratteggio in nero), e dopo il congresso di Vienna (sezioni colorate).

Mappa del regno di Prussia dopo il congresso di Vienna.

De salute animarum è una bolla di papa Pio VII pubblicata il 16 luglio 1821, con la quale il pontefice riorganizzò le circoscrizioni ecclesiastiche del regno di Prussia e di altri piccoli Stati della Confederazione germanica.
Appartiene ad un gruppo di documenti pontifici noti in storiografia come Bolle di circoscrizione (in tedesco: Zirkumskriptionsbulle), ossia un insieme di bolle pubblicate dai papi tra il 1818 e il 1824, con le quali la Santa Sede riorganizzò le circoscrizioni ecclesiastiche nella maggior parte degli Stati membri della Confederazione germanica in seguito ai cambiamenti politici decisi dal congresso di Vienna.

## Contenuto
La bolla riorganizzò le diocesi cattoliche prussiane in due province ecclesiastiche con quattro diocesi suffraganee e due diocesi immediatamente soggette alla Santa Sede. Furono contestualmente soppresse le diocesi di Aquisgrana e di Corvey, e le abbazie nullius dioecesis di Neuzelle e di Oliwa.
La diocesi di Breslavia mantenne la sua parte di territorio nell'impero austriaco, mentre le sedi in territorio austriaco di Praga, Olomouc, Litoměřice e Hradec Králové conservarono quelle porzioni di territorio che si trovavano nel regno di Prussia.
Ai capitoli delle cattedrali fu concesso il diritto di elezione dei vescovi, che successivamente dovevano essere confermati con la nomina canonica della Santa Sede; lo stesso giorno della pubblicazione della bolla, Pio VII inviò ai capitoli il breve Quod de fidelium con il quale li «esortava a scegliere solo candidati accertati prima e nondimeno graditi al re». Al sovrano prussiano tuttavia, il papa concesse il diritto di nomina dei prevosti e, in alcuni casi, anche dei canonici dei capitoli. Data l'estensione delle diocesi, ai vescovi e arcivescovi fu concesso di avere ciascuno un vescovo ausiliare.
Joseph Prinz von Hohenzollern-Hechingen, vescovo di Varmia, fu incaricato dell'esecuzione della bolla.

## La nuova organizzazione ecclesiastica

### Provincia ecclesiastica di Colonia
La provincia ecclesiastica di Colonia ebbe tre diocesi suffraganee: Treviri, Münster e Paderborn.
- L'arcidiocesi di Colonia fu ristabilita[8] con 686 parrocchie poste su entrambe le rive del Reno nella parte centrale della provincia del Reno; inglobava la maggior parte della soppressa diocesi di Aquisgrana e alcuni decanati della diocesi di Liegi (tra cui Eupen, Malmedy e Saint-Vith).[9]
- La diocesi di Treviri, sottratta alla provincia ecclesiastica di Malines, comprendeva la parte meridionale della provincia del Reno ed era costituita da 634 parrocchie appartenenti a territori prussiani posti su entrambe le rive del Reno. Sulla riva sinistra, oltre alle parrocchie che già le appartenevano, le furono annesse alcune parrocchie della soppressa diocesi di Aquisgrana e oltre 130 parrocchie della diocesi di Metz ora in territorio prussiano; sulla riva destra del Reno, la diocesi recuperò diverse parrocchie che già le appartenevano prima del 1801[10], mentre le restanti parrocchie, che le appartenevano fino alla fine del Settecento, furono cedute con la bolla Provida solersque per l'erezione della diocesi di Limburgo. Faceva parte della diocesi anche l'exclave in territorio renano del ducato di Oldenburgo.[11]
- La diocesi di Münster comprendeva la parte settentrionale della provincia del Reno e della Vestfalia nel regno di Prussia, per 287 parrocchie[12]; il nuovo territorio era costituito da parrocchie che già facevano parte della diocesi di Münster, e da altre che in precedenza erano appartenute all'antica arcidiocesi di Colonia, alle diocesi di Aquisgrana, e di Osnabrück, alle Missioni d'Olanda e alle Missioni del Nord.[13]
- La diocesi di Paderborn[14] conservò l'antico territorio a cui fu annessa la soppressa diocesi di Corvey; il territorio si ampliò ulteriormente con parrocchie che nel Settecento appartenevano alle diocesi confinanti, soprattutto l'arcidiocesi di Colonia, ma anche Osnabrück, Münster e Magonza; inoltre ai vescovi di Paderborn fu data l'amministrazione su ampie porzioni territoriali sottratte al vicariato apostolico delle Missioni del Nord nella provincia prussiana della Sassonia e comprensive, tra le altre, delle città di Halberstadt, Halle e Magdeburgo.[15] La diocesi si estendeva nel regno di Prussia, ma comprendeva anche la maggior parte delle parrocchie cattoliche del granducato di Sassonia-Weimar-Eisenach e una parrocchia del principato di Waldeck-Pyrmont. La bolla mantenne l'unione in persona episcopi tra le sedi di Paderborn e Hildesheim, con il vescovo Franz Egon von Fürstenberg.[16]

### Provincia ecclesiastica di Gniezno e Poznań
La bolla De salute animarum elevò la diocesi di Poznań al rango di sede metropolitana, contestualmente unita aeque principaliter all'arcidiocesi di Gniezno; fu nominato arcivescovo delle sedi unite Tymoteusz Gorzeński, già vescovo di Poznań. La provincia ecclesiastica di Gniezno e Poznań comprendeva una sola suffraganea, la diocesi di Kulm.
- Le arcidiocesi di Gniezno e Poznań mantennero tutte le parrocchie in territorio prussiano, ma persero quelle che si trovavano nel regno del Congresso, come già era stato stabilito con la bolla Ex imposita nobis del 1818. Gniezno cedette parte del suo territorio (3 decanati e 31 parrocchie) alla diocesi di Kulm, acquisendo tuttavia una porzione dalla diocesi di Włocławek (ossia 3 decanati e 38 parrocchie); mentre Poznań si ingrandì con 30 parrocchie sottratte alla diocesi di Breslavia, a cui cedette una parrocchia.[19][20]
- La diocesi di Kulm, composta di 215 parrocchie, pur cedendo cinque decanati alla diocesi di Varmia, si ingrandì notevolmente con territorio sottratto all'arcidiocesi di Gniezno sulla riva sinistra della Vistola fino a comprendere anche le regioni orientali della Pomerania e la città portuale di Danzica, appartenente alla soppressa abbazia nullius di Oliwa. Incorporò inoltre anche 130 parrocchie dalla diocesi di Włocławek e 6 parrocchie dalla diocesi di Płock in territorio prussiano, oltre che le antiche parrocchie della diocesi di Pomesania, che fu in questa occasione formalmente soppressa.[21] La bolla autorizzò inoltre il trasferimento della sede episcopale da Kulm a Pelplin, mantenendo il titolo Culmensis.[22]

### Diocesi immediatamente soggette
Infine il regno prussiano comprendeva anche due diocesi immediatamente soggette alla Santa Sede, ossia Breslavia e Varmia.
- La diocesi di Breslavia mantenne il suo territorio nel regno prussiano, eccetto la parte ceduta all'arcidiocesi di Poznań, ma ingrandito di porzioni della diocesi di Cracovia, della soppressa abbazia nullius di Neuzelle, e della prefettura apostolica di Lusazia; in totale la diocesi comprendeva 621 parrocchie, comprese quelle che si trovavano nell'impero austriaco. Inoltre la bolla istituì la "Delegazione di Berlino", sottomessa alla giurisdizione dei vescovi di Breslavia, costituita dai territori della maggior parte del Brandeburgo e della Pomerania, sottratti al vicariato apostolico delle Missioni del Nord; delegato del vescovo di Breslavia per l'amministrazione di questo territorio era il prevosto di Sant'Edvige di Berlino,[2] che divenne canonico onorario del capitolo della cattedrale di Breslavia.[23]
- La diocesi di Varmia sarà costituita da 119 parrocchie nel territorio attuale ingrandito di porzioni sottratte alla diocesi di Kulm. Alla diocesi furono annesse anche alcune parrocchie dell'antica diocesi di Pomesania e quelle della diocesi di Sambia, formalmente soppressa con la bolla.[24][25]